# 麦穗碘泡虫
麦穗碘泡虫（学名：Myxobolus pseudoraborae）为碘泡科碘泡虫属的动物。分布于俄罗斯以及辽宁、湖北、四川、江西、浙江、武陵山地区等，营寄生生活，寄生在黄颡鱼的鳃、鳍、体表、肾、肝、膀胱、胆囊、性腺、膽囊、脾、鳔、眼，细体拟鲿的鳃、肾、肝、胆囊、喉，粗唇鮠的鳃、肾、膀胱、胆囊、脾、眼，黄䱂的鳍、体表，麦穗鱼的体表、肾、膀胱、胆囊，鲇的肾、肝、胆囊以及瓦氏黄颡鱼的肾、胆囊。